# Monnegre
Monnegre (en valenciano, Montnegre) es una partida rural, espacio natural y ZEPA española, situada en la provincia de Alicante, entre los términos municipales de Jijona, Alicante, San Vicente del Raspeig, Tibi y Muchamiel.

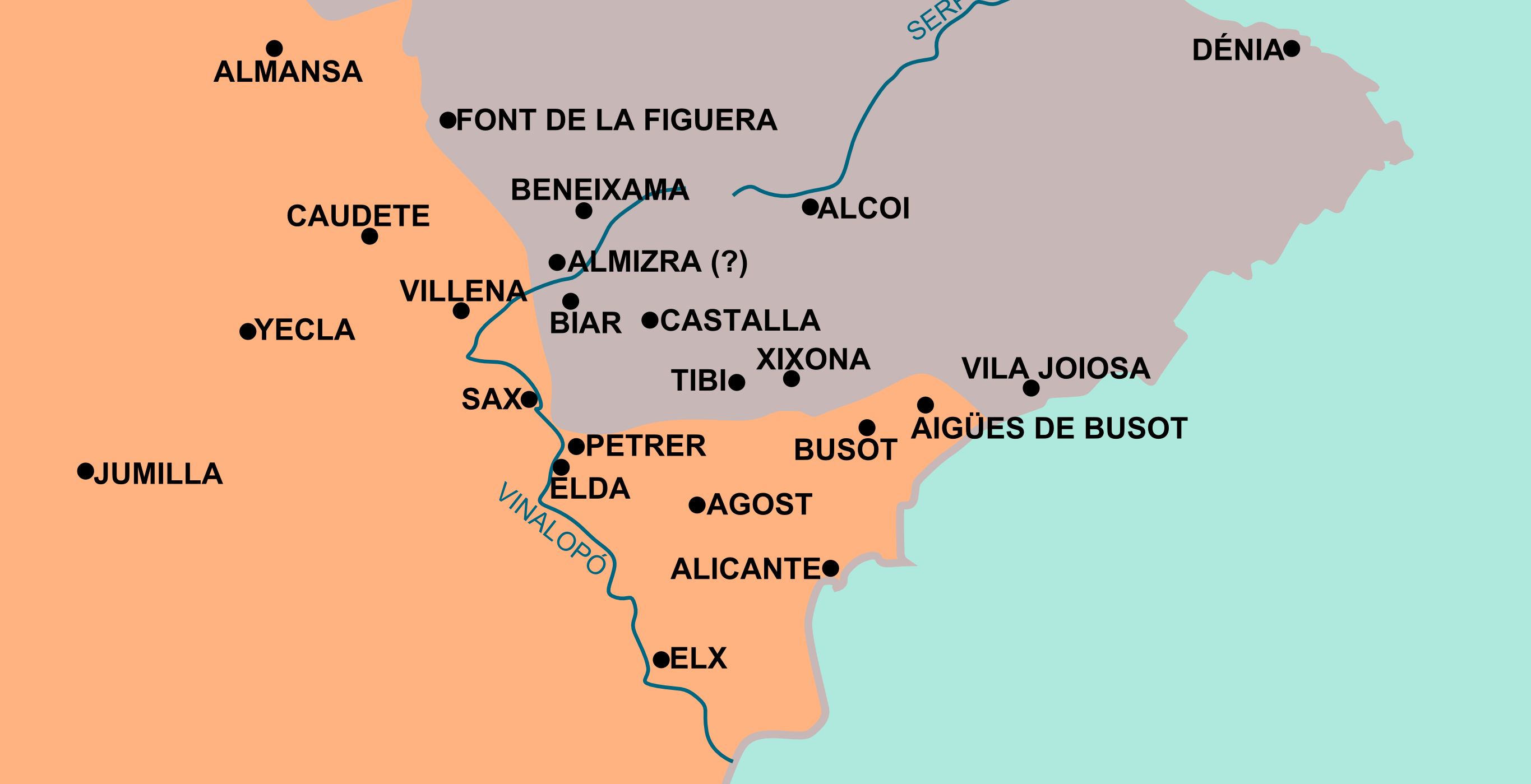
Límites del Tratado de Almizra que dividió Monnegre tras el acuerdo entre Jaime I de Aragón y Alfonso X el Sabio.

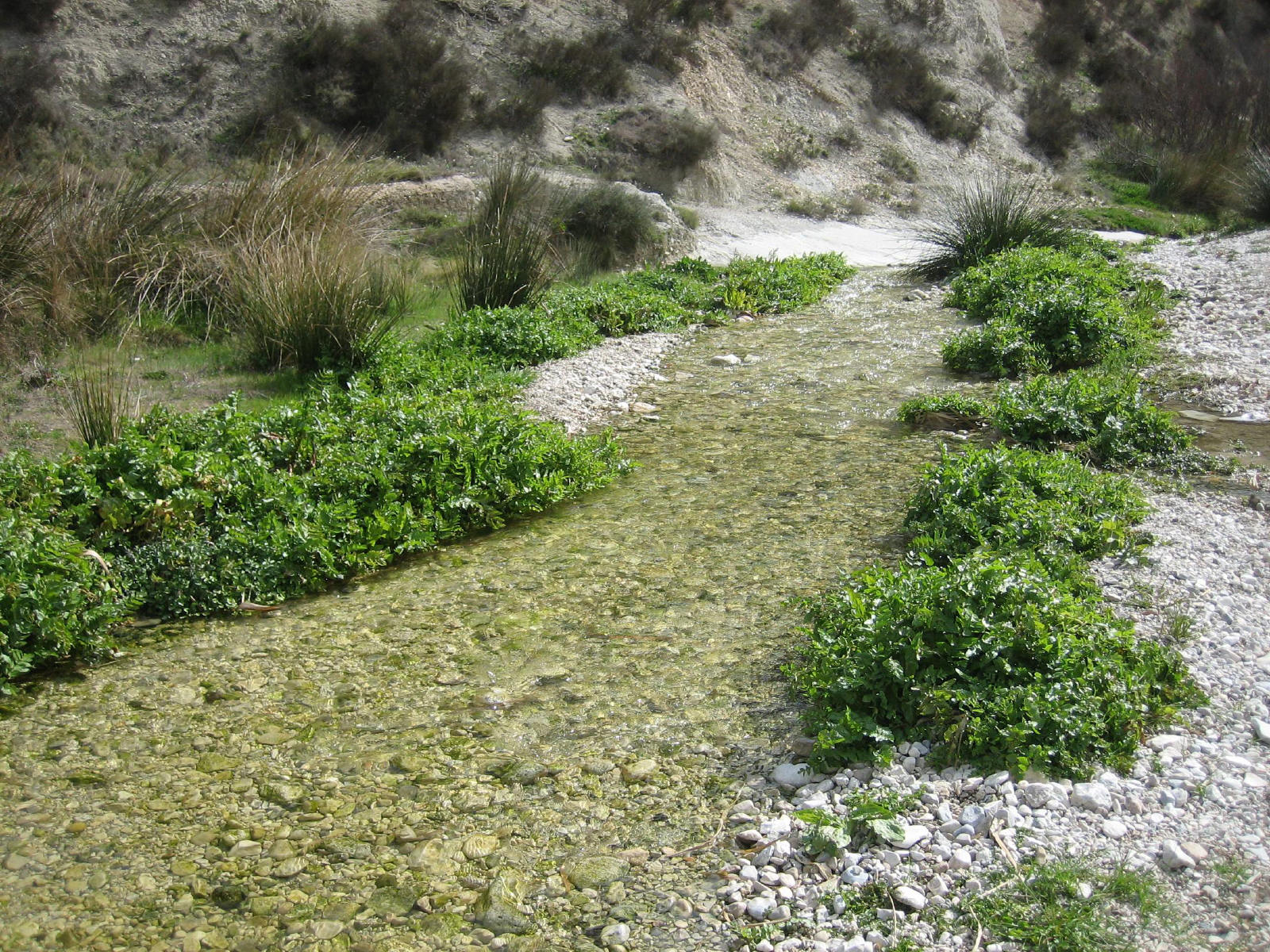
El río Monnegre conocido en su nacimiento en la sierra de Onil como río Verde y en su desembocadura en El Campello como río Seco.

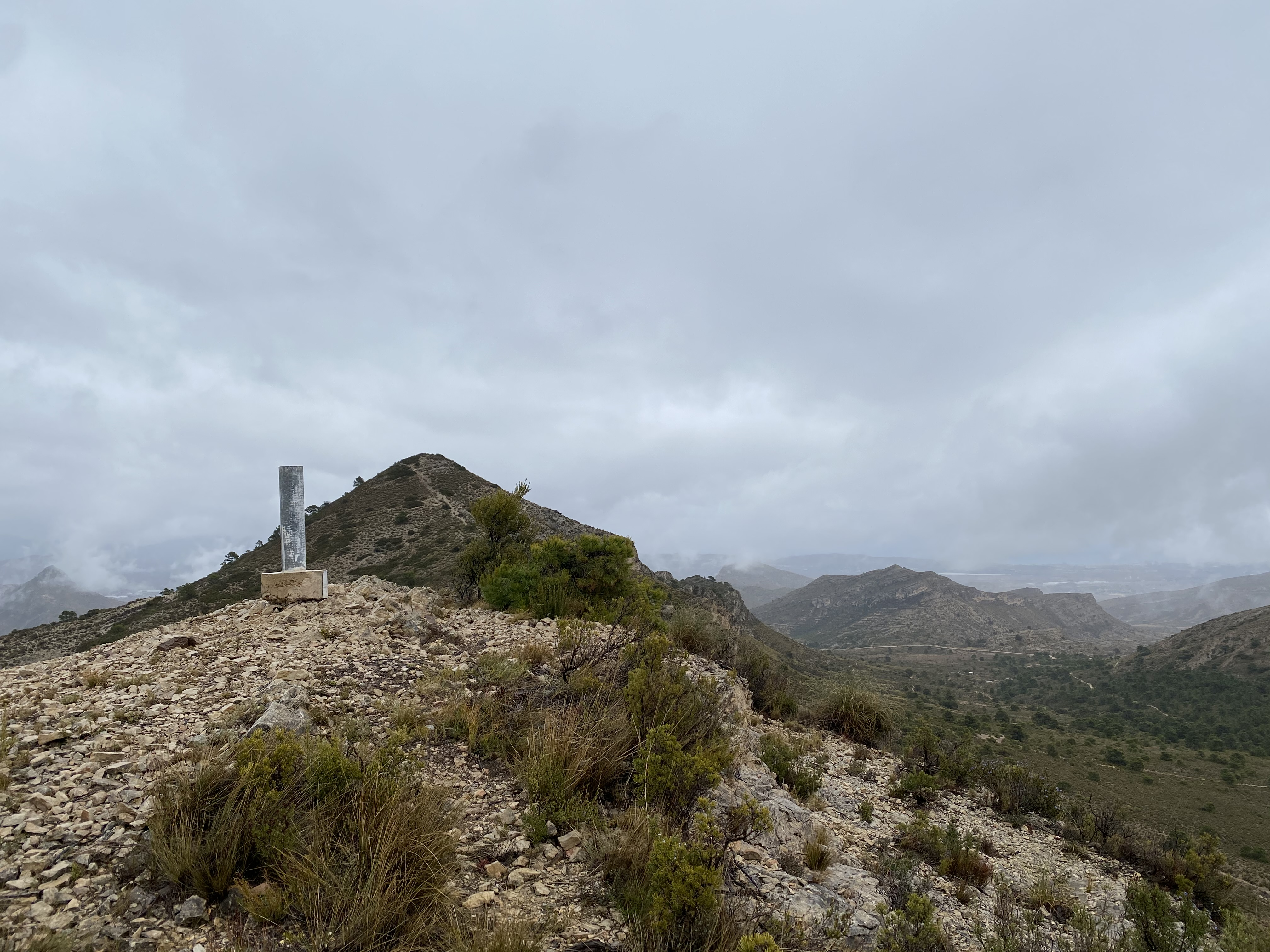
La sierra de La Escobella es el extremo oeste del territorio natural de Monnegre.

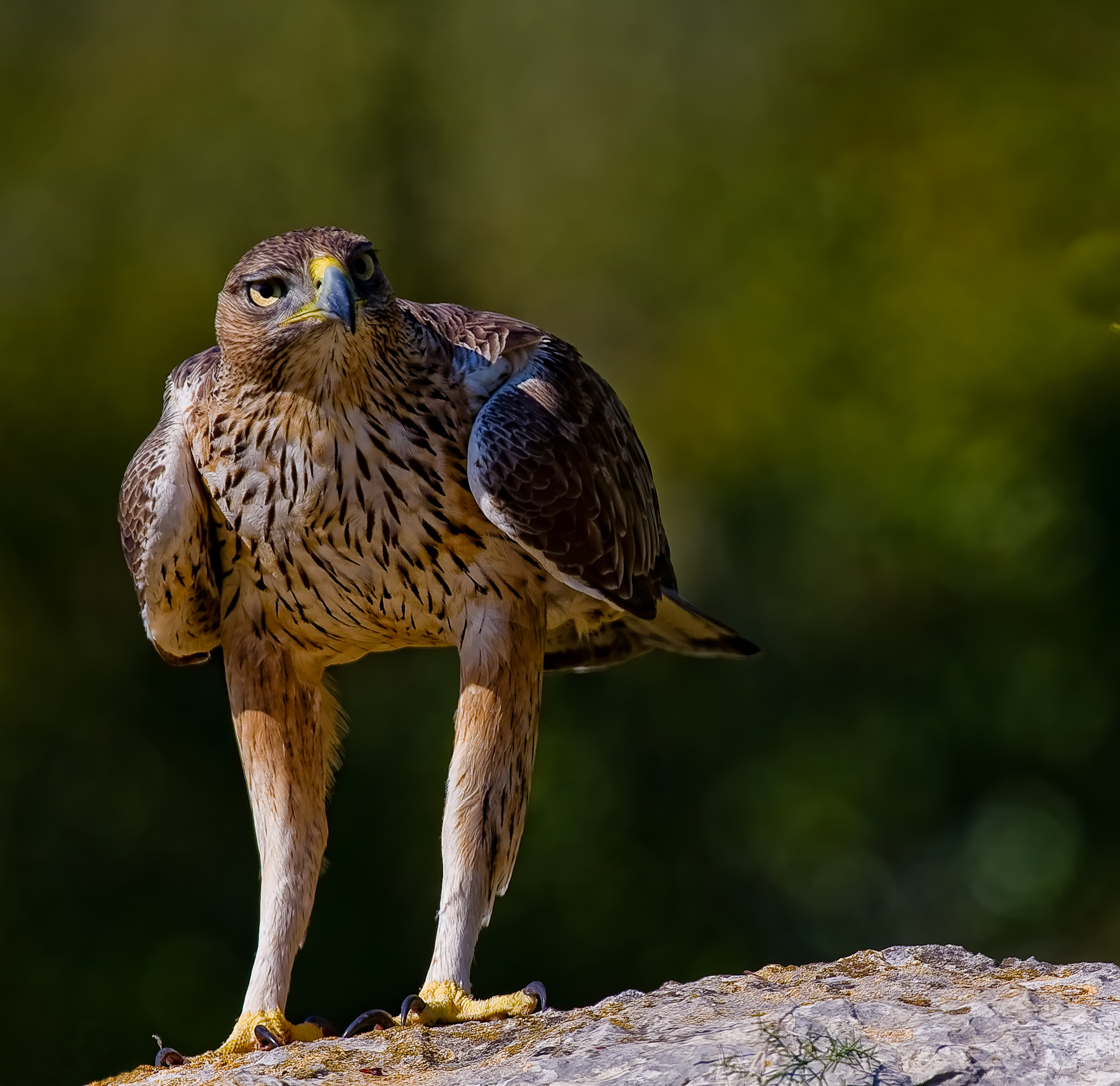
El águila perdicera es una de las especies protegidas por la ZEPA de Monnegre.

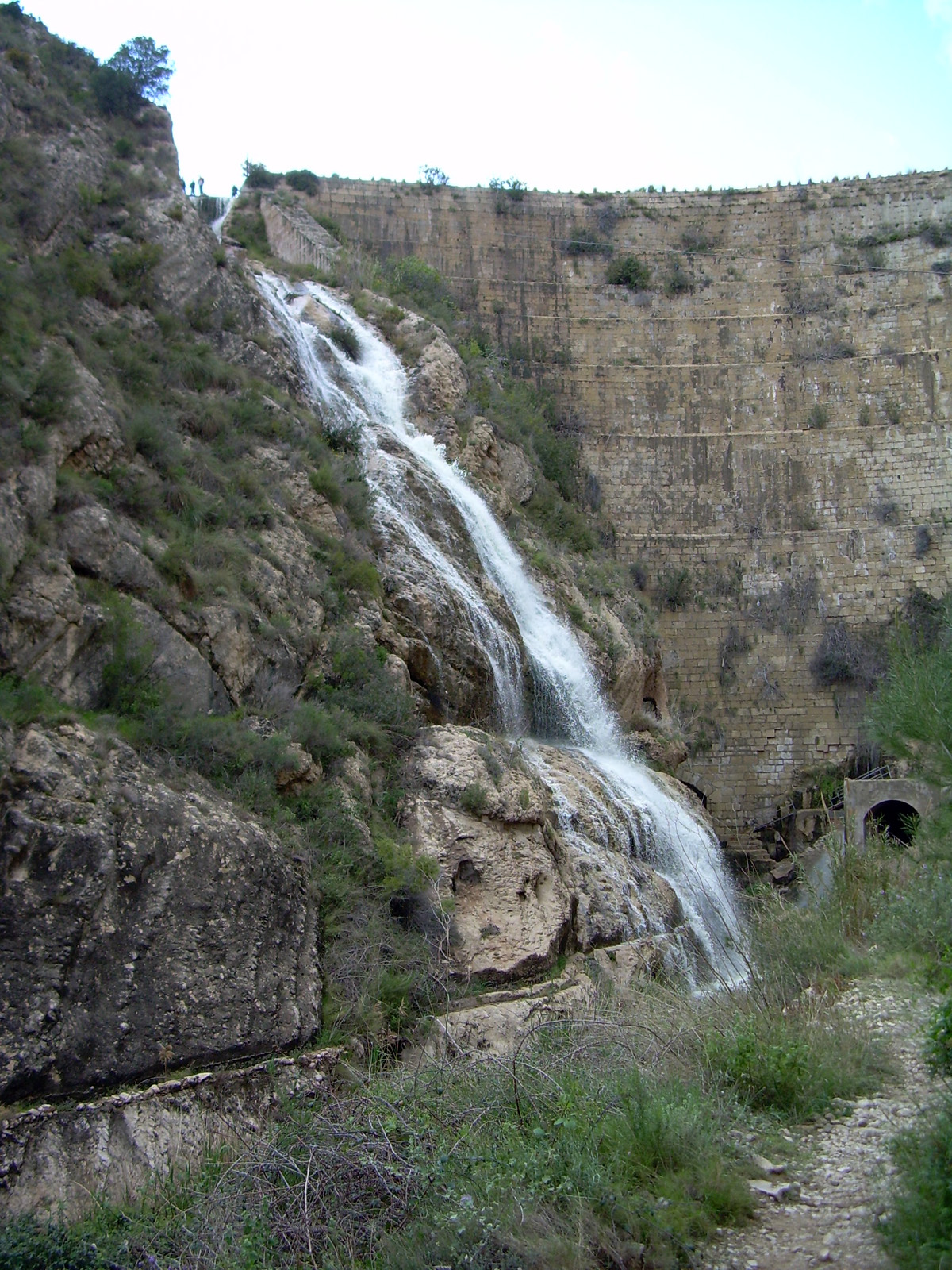
El río Monnegre cayendo por el aliviadero de la presa de Tibi.

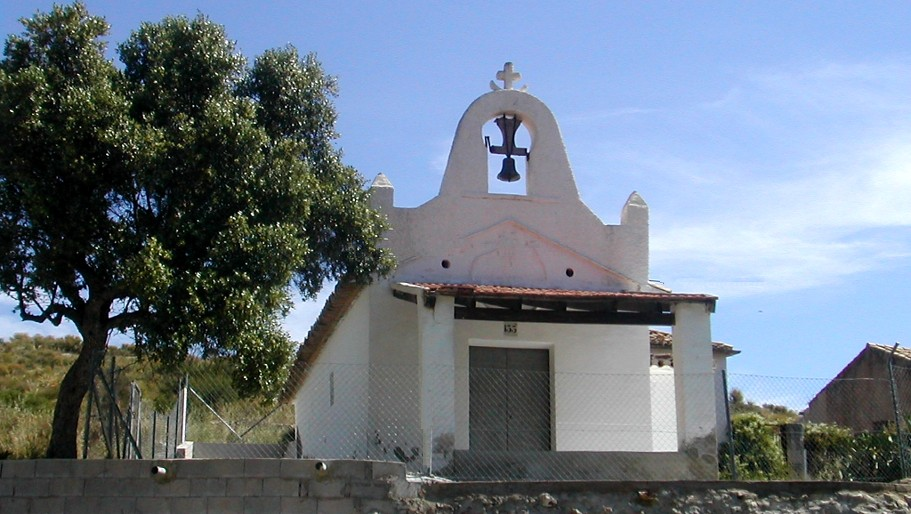
Ermita de Nuestra Señora de los Ángeles en Monnegre de Arriba (Montnegre de Dalt).

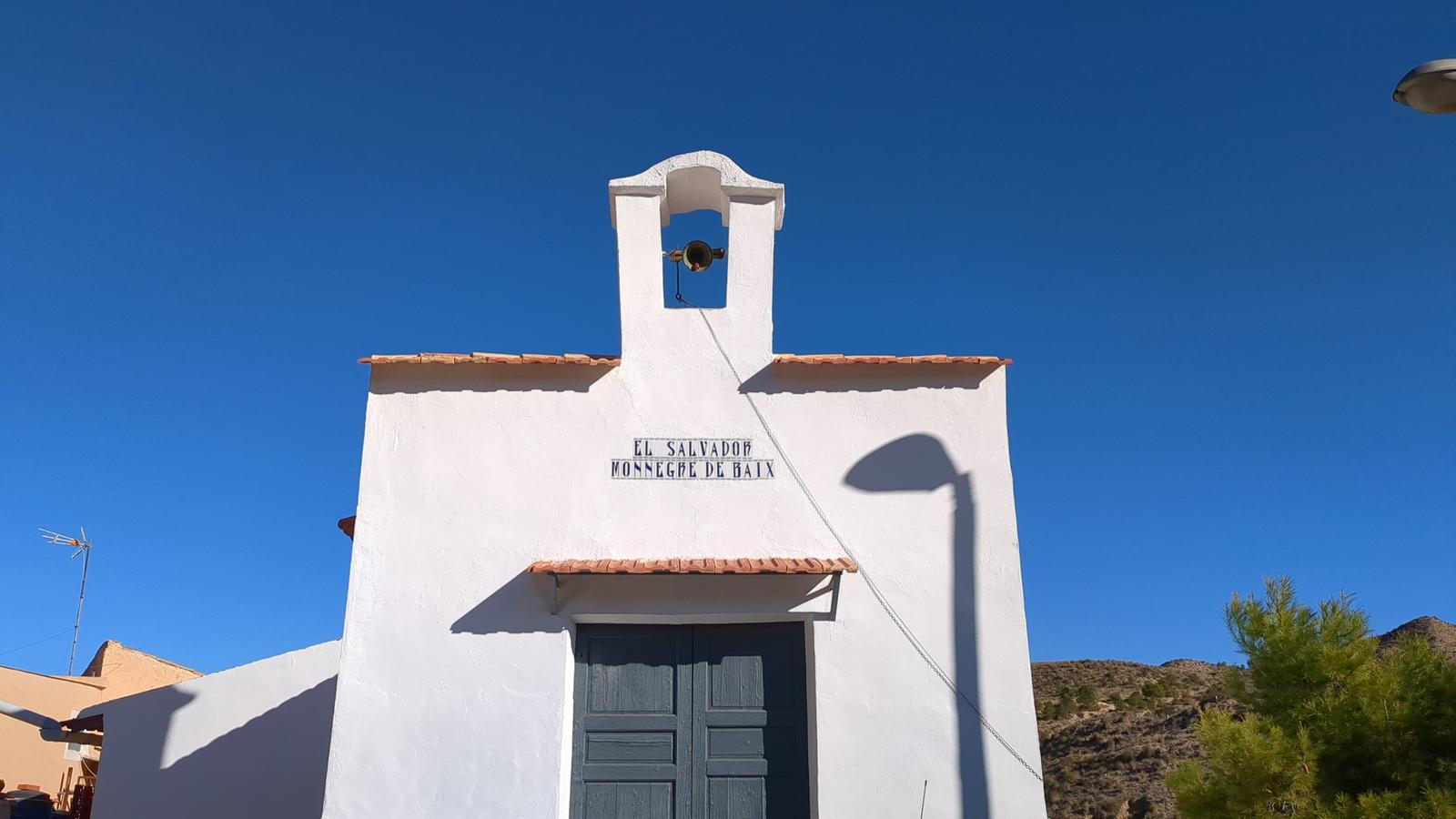
Ermita de Salvador de Horta en Monnegre de Abajo (Montnegre de Baix).

## Toponimia
El topónimo Monnegre (en valenciano, Montnegre) proviene de la combinación de las palabras latinas mons (monte) y niger (negro), lo que se traduce como "Monte Negro". Esta denominación hace referencia a las características del terreno, posiblemente aludiendo a la coloración oscura de ciertas formaciones geológicas.
A lo largo del tiempo, el término ha experimentado una evolución fonética común en la toponimia de la zona. Por ejemplo, en otras áreas de la península, se han documentado transformaciones similares, como Mont Negro, Monnegro, Monegro. Este proceso incluye la apócope (eliminación de sonidos finales) y la simplificación de consonantes dobles. En este caso, adaptándose al habla local de predominio de lengua valenciana, Mont Negre, Montnegre, Monnegre.
El gentilicio es monnegrero (en valenciano, montnegrer).

## Historia
Ya en la época de los romanos se sabe que había asentamientos en las laderas del río Monnegre.
Según la creencia local (no contrastado documentalmente), hacia el año 1411 el santo San Vicente Ferrer se trasladó de Jijona a El Raspeig por Monnegre, para predicar en la ermita raspechera dedicada a San Ponce, hecho que con el devenir de los siglos produjo que El Raspeig cambiase su topónimo por el de San Vicente del Raspeig y que la ermita se transformase en la actual parroquia dedicada a San Vicente Ferrer.
Desde su surgimiento, la actividad económica ha sido de subsistencia con dedicación a la agricultura y ganadería. En las fértiles vegas del río Monnegre se cultivaban productos como patatas, espinacas, cebolletas, tomates, judías o coliflores que los monnegreros las vendían en los mercadillos de las localidades del entorno. La patata de Monnegre a día de hoy sigue gozando de mucho prestigio en la comarca por su calidad.
Hacia finales de los años 1960, la pérdida de peso en la economía jijonenca de la agricultura en favor de la industria del turrón, con mejores condiciones laborales, hizo emigrar a habitantes de Monnegre hacia la ciudad de Jijona. A esto se sumó una llegada tardía de la electricidad y los servicios sanitarios y educativos no atendidos, que aceleraron el proceso de despoblación y sumó a Monnegre a una especie de olvido.
Monnegre fue de suma importancia al quedar como territorio transfronterizo con frontera internacional en 1244. En la cumbre de Cabezo de Monnegre (oficialmente en valenciano, Cabeç de Montnegre) de 515 metros de altitud, se ubicaba el mojón que dividía los reinos de Valencia y Castilla, con la raya trazada por el Tratado de Almizra, y por ende dos sistemas jurídico diferentes.
Quedaban divididos los términos generales de las villas de Jijona y Alicante, quedando como poblaciones fronterizas y limítrofes entre sí, ya que por entonces Muchamiel, San Vicente del Raspeig, San Juan de Alicante o Campello pertenecían a la villa de Alicante. La raya fronteriza que marcaba la frontera de ambos reinos transcurría por los hitos Cabezón de Oro, Cabezonet, Vergeret, Guardes Velles, Cabezo de Monnegre, La Escobella, El Ventós, Maigmó, etc.
Así es como Monnegre se convirtió en un territorio en disputa entre Alicante y Jijona con tensiones territoriales y por el uso del agua que se prolongaron siglos.
Durante un periodo breve del siglo XIX, durante el proceso segregacionista entre San Vicente del Raspeig con Alicante, la actual partida rural de Monnegre de Alicante perteneció al Ayuntamiento de San Vicente del Raspeig al menos en 1842 y posiblemente en algún periodo más entre 1836 y 1848, hecho pendiente de investigación.

## Geografía
La geografía de Monnegre (en valenciano, Montnegre) es una combinación de relieves montañosos, vaguadas, barrancos y zonas de cultivo que conforman un paisaje típicamente mediterráneo seco y abrupto. Este territorio que se extiende entre varios municipios alicantinos posee una diversidad de entornos naturales y de paisaje rural de gran valor.
- Cursos de agua:
  - Río Monnegre: atraviesa el territorio monnegrero en dirección sureste, siendo el eje social, económico y territorial.
  - Barranco del Salt: Afluente del Monnegre, con desniveles abruptos y encajonado en tramos. Destaca por su belleza paisajística y formaciones geológicas.
  - Barranco de Montnegre: barranco de gran extensión y relevancia ecológica. Recolecta aguas de escorrentía y desemboca en el propio río Monnegre. Contiene antiguos azudes, huertas abandonadas y caminos tradicionales.
  - Barranc dels Cocons: Este barranco, también conocido como Río Seco, se origina en el Valle del Sabinar, en el término municipal de San Vicente del Raspeig, y discurre principalmente por Mutxamel. Aguas abajo, se une al Barranc del Juncaret, y este conjunto de cauces desemboca finalmente en la playa de la Albufereta, en Alicante.
  - Barranco de la Roca: Menor en tamaño, pero muy característico por las formaciones de rodeno (arenisca rojiza). Fluye hacia el Monnegre por su margen derecha.
  - Barranco de la Carrera: Recoge aguas del entorno de Lloma Güendo y otras elevaciones menores. Aporta al sistema del río Monnegre por la vertiente de Jijona.
  - Barranco del Infierno: Conecta La Escobella en San Vicente con Jijona desembocando en el Monnegre.
  - Barranco de Els Enamorats: Desemboca en el Monnegre, conectando San Vicente con Jijona.
  - Barranco de Salinas o Silim: Es un barranco seco gran parte del año que desemboca en el Monnegre y está excavado sobre materiales del Triásico. El relieve erosionado del cauce y los colores de areniscas y yesos lo convierten en una visita interesante desde un punto de vista geológico.

- Montañas:
  - Sierra de Monnegre (en valenciano, Serra de Montnegre): Su cumbre más elevada y representativa es el Cabezo de Monnegre (en valenciano y oficialmente, Cabeç de Montnegre): con 515 metros de altitud. Otra cumbre que utiliza el topónimo monnegrero es la Cabeza de Monnegre (en valenciano y oficialmente, 'Cap de Montnegre') con 385 metros de altitud, es una elevación secundaria al sur del Cabeç, dentro de la misma sierra en la Foia de Oleans.
  - Sierra de Güendo: Cumbres Lloma Güendo y Alt de la Coveta Fumada.
  - Sierra de La Escobella: Cumbres como La Escobella (693m), Escobelleta (636m), La Mosca (655m) o Alt del Colomar (391m). Su parte umbría se denomina las Umbrías del Monnegre (en valenciano, Les Ombríes del Montnegre), se sitúa en la ladera norte o noreste de esta sierra y a sus faldas se ubica en núcleo de población de Monnegre de Arriba (Montnegre de Dalt) de Jijona.
  - Sierra de Llofriu: Su cumbre más representativa es el Bec del Águila.
  - Sierra Pelada: Su cumbre más representativa es El Sabinar con 469 metros de altitud.
  - Sierra del Capellán: Con su cumbre del Capellán de 303 metros en Chapitell donde convivieron dos ermitas.
  - Sierra del Boter: Su cima es de 255 metros, a sus faldas se encuentra la urbanización El Boter a la que da nombre, perteneciente al Monnegre alicantino y muchamelero.
  - Tossal Redó: Cima de 424 metros, a sus pies se encuentra la urbanización principal de la Partida Tossal Redó. La colindante Tossal de les Cocas, cuenta con 361 metros de altitud.

Entre su vegetación predomina el esparto, tomillo, romero, así como pequeñas rogladas de pinares y carrascales. Entre la fauna se pueden encontrar rabosas, jabalíes y manadas de arruís salvajes que recorren las montañas de la zona.

## ZEPA de Monnegre
La ZEPA Río Monnegre (oficialmente en valenciano: ZEPA Riu Montnegre), es una zona de especial protección para las aves en el marco de la Red Natura 2000 con código ES0000460. La ZEPA se declaró en 2009 y se extiende por los términos municipales de Jijona, Tibi, San Vicente del Raspeig, Muchamiel y Alicante abarcando una superficie de 3.844 hectáreas.
Las especies especialmente protegidas son el águila azor perdicera, el camachuelo trompetero, el búho real y el alzacola rojizo.

## Organización político-administrativa
Monnegre, a pesar de su gran sentido de identidad, con características geográficas, económicas, sociales e históricas afines, no cuenta con reconocimiento legal para su desarrollo administrativo supramunicipal. Para los ayuntamientos de Alicante y Jijona es una partida rural aprobada administrativamente, para los consistorios de Tibi, San Vicente del Raspeig y Muchamiel es un espacio natural de su término municipal pero no se encuentra reconocido oficialmente.
- Monnegre de Alicante:

El Ayuntamiento de Alicante sí ha reconocido a Monnegre como partida rural apareciendo en el nomenclátor del INE como entidad singular de población.
Las partidas rurales son divisiones territoriales no autónomas dentro del municipio de Alicante. No tienen personalidad jurídica propia ni ayuntamiento, pero sí cuentan con una cierta representación vecinal y administrativa. Monnegre cuenta con una persona delegada o enlace vecinal, designada por el ayuntamiento, para facilitar la comunicación entre los residentes y el consistorio.
- Monnegre de Jijona:

El Ayuntamiento de Jijona reconoce a Monnegre como partida rural, subdividida en Monnegre de Arriba (en valenciano y oficialmente, Montnegre de Dalt) y Monnegre de Abajo (en valenciano y oficialmente, Montnegre de Baix), sin embargo no lo ha aprobado mediante acuerdo oficial municipal al no aparecer como entidad singular de población en el nomenclátor del INE.
Monnegre de Abajo linda con los territorios de Feliu, Segorb, Monnegre de Arriba y Monnegre de Alicante.
- Monnegre de Tibi:

En Tibi, el territorio de Monnegre va desde el embalse hasta el límite con el término municipal de Jijona y hasta la sierra de La Escobella con San Vicente del Raspeig. No cuenta con habitantes en Tibi.
- Monnegre de San Vicente del Raspeig:

En San Vicente del Raspeig el territorio de Monnegre incluye las sierras de La Escobella y Pelada incluyendo su cumbre El Sabinar, y abarca toda la zona desde la carretera del Altiplano del Sabinar hasta el Bec del Águila incluyendo las casas del barrio del Cocó (26 habitantes, 2020).
Durante un periodo breve del siglo XIX, durante el proceso segregacionista entre San Vicente del Raspeig con Alicante, la actual partida rural de Monnegre de Alicante perteneció al Ayuntamiento de San Vicente del Raspeig al menos en 1842 y posiblemente en algún periodo más entre 1836 y 1848, hecho pendiente de investigación.
- Monnegre de Muchamiel:

En Muchamiel abarca la Microrreserva Bec del Águila y las Minas de ocre. También los núcleos de población de Valle del Sol, El Boter, Tossal Redó y El Portell de la Moleta, todos compartidos con el término municipal de Alicante a excepción de Tossal Redó.
Se da la paradoja que vecinos monnegreros del Portell de la Moleta que vivan en término municipal de Muchamiel se quedan a oscuras cuando anochece al no haber dotado el ayuntamiento de alumbrado público, mientras que unos metros al lado en el término de Alicante sí que cuentan con iluminación.

## Demografía
La demografía de Monnegre es un caso paradigmático dentro de la comarca del campo de Alicante ya que se trata de un territorio compartido entre varios municipios, netamente rural, que ronda los 500 habitantes (INE 2024), con tendencia histórica a la despoblación y al uso estacional de viviendas.
Hasta los años 1960 se contaban por centenares las familias que residían en esta zona ubicada entre los términos municipales de Alicante, Jijona, Muchamiel y San Vicente del Raspeig. Monnegre llegó a contar con cuatro ermitas que satisfacían los servicios religiosos de las familias labradoras. También funcionó durante décadas el colegio rural de educación situado en Monnegre de Arriba en un enclave totalmente de montaña. Sin embargo, Monnegre fue sufriendo de forma cada vez más encarnecida el fenómeno del despoblamiento que tanto se ha cebado con el medio rural en España.
- Asentamientos de población de Monnegre:[17]
  - Alicante: El Llofriu, Valle del Sol, El Boter y El Portell de la Moleta. 314 habitantes (INE 2024).[18]
  - Muchamiel: Valle del Sol, El Boter, Tossal Redó y El Portell de la Moleta. 475 habitantes (INE 2024)[19]
  - San Vicente del Raspeig: El Cocó. 26 habitantes (INE 2020)[20]
  - Jijona: Monnegre de Arriba y Monnegre de Abajo. Se desconocen datos al no otorgar el Ayuntamiento de Jijona entidad administrativa a Monnegre como entidad singular de población ante el INE. Se conoce por la prensa únicamente que existen 6 habitantes en Monnegre de Arriba.[17]

A falta de los datos de Monnegre de Abajo en Jijona, la población de Monnegre es de 821 habitantes (INE 2024)

## Patrimonio y lugares de interés
- Embalse de Tibi: También conocida como presa o embalse de Monnegre, situado en Monnegre de Arriba en Tibi, construido entre 1580 y 1594, es una de las presas más antiguas de Europa. Declarado Bien de Interés Cultural (BIC) en 1994, representa una obra maestra de la ingeniería hidráulica del Renacimiento. Embalsa el agua del río Monnegre y da inicio al territorio de Monnegre desde su parte norte.
- Badlands del río Monnegre: el río Monnegre serpentea por terrenos arcillosos de las facies Keuper, originando un paisaje de malas tierras con una variedad cromática y formas caprichosas. Este entorno ha sido reconocido por su singular belleza y valor geológico.
- Ermita de Nuestra Señora de los Ángeles: Situada en Monnegre de Arriba en Jijona, también conocida como la "ermita de Monnegre". Esta ermita ha sido un centro de devoción mariana y ha desempeñado un papel crucial en la cohesión de la comunidad de labradores monnegreros. Su entorno ofrece vistas panorámicas del valle y es un punto de interés en recorridos culturales y naturales por la región.[21]
- Ermita de Salvador de Horta: Ubicada en Monnegre de Abajo en Jijona, esta ermita es un ejemplo de la arquitectura religiosa rural tradicional. Aunque de dimensiones modestas, su presencia destaca en el paisaje, se encuentra en las proximidades del río Monnegre, lo que la convierte en una parada habitual en rutas de senderismo y exploración del entorno natural.[22]
- Casa del Capellán de Monnegre: situada en Chapitell en el Monnegre de Alicante. Es conocida por diferentes términos como “Casa Grande”, “Casa del Cura de Monnegre”, “Casa del Capellán”. En el lado derecho de lo que debió ser el edificio principal subsisten los restos de una ermita de la que se desconoce su advocación.
- Antiguas escuelas de Monnegre: Las antiguas escuelas de Monnegre de Arriba son un símbolo de la educación en las áreas rurales durante el siglo XX. Estas instalaciones llegaron a albergar hasta 60 niños de la zona, proporcionando educación básica en una época en la que el acceso a la enseñanza era limitado en entornos rurales. Tras su cierre, el edificio ha sido cedido a la asociación de vecinos para su rehabilitación y uso como espacio comunitario.
- Minas de Ocre: Localizadas principalmente en el Monnegre de Muchamiel, y una pequeña parte en San Vicente del Raspeig,constituyen un notable legado de la actividad minera desarrollada entre finales del siglo XIX y mediados del siglo XX en la provincia de Alicante. Estas explotaciones se centraban en la extracción de ocre, un mineral terroso rico en óxidos de hierro, utilizado históricamente como pigmento en pinturas y tintes.

Monnegre ha sufrido el abandono de los poderes públicos con su patrimonio histórico. Prueba de ello es el estado ruinoso en el que se encuentra la ermita-casa del Capellán en Chapitell, sumada a la desaparición en 2007 de la ermita de Nuestra Señora de los Desamparados a escasos metros de la anterior.

## Cultura y tradiciones
El Monnegre jijonenco e histórico, desde aproximadamente 1867 celebra las fiestas en honor a la Virgen de los Desamparados, patrona de Monnegre. Se celebran el primer fin de semana de septiembre y entre sus actos destaca la ofrenda de panes similar a la de Torremanzanas así como la procesión. Desde 1977 a 2017, durante 40 años dejaron de celebrarse debido al éxodo rural y despoblación. En 2017 se retomó la celebración con el impulso de la nueva generación de monnegreros.
El Monnegre de la capital también celebra sus fiestas patronales en honor a la Virgen de los Desamparados pero lo hace en la primera semana de agosto, un mes antes que en el Monnegre de Arriba. Estas festividades incluyen actos tradicionales como la ofrenda del "Pa Beneït" y procesiones que reflejan la rica herencia cultural monnegrero.
La gastronomía típica de Monnegre es el arroz con conejo y caracoles, la olleta de verdura o el gazpacho jijonenco.
Desde 2017 existe el Club de Fútbol Monnegre Mutxamel, club de fútbol del municipio de Muchamiel con más de 300 jugadores.
Existe una casa rural en Molino del Gallo en Monnegre de Arriba, que es uno de los principales motores turísticos de Monnegre en la actualidad.
En los últimos años se han activado movimientos de recuperación del territorio y cultura de Monnegre incluso impulsados por la Universidad de Alicante.

## Corredor verde del Monnegre
La Diputación de Alicante ha proyectado un corredor verde que unirá la presa de Tibi con la desembocadura del río en Campello. Esta iniciativa busca convertir el entorno del río Monnegre en un eje de movilidad sostenible y de tracción económica, promoviendo el turismo ecológico y educativo.